# Đà Nẵng
Đà Nẵng wymowaⓘ − miasto w środkowym Wietnamie, nad Morzem Południowochińskim. Jedno z pięciu miast wydzielonych na prawach prowincji i największy port morski w tej części kraju. W okresie kolonialnym miasto nosiło nazwę Tourane. W 2019 roku trzecie co do wielkości miasto Wietnamu z blisko 1 milionem mieszkańców.

## Historia
Pochodzenie miasta sięga czasów, kiedy dolina rzeki Thu Bồn była nazywana Świętą Ziemią Amarawati i należała do Czamów. Do XVIII w. miasto nie miało jednak dużego znaczenia zdominowane przez leżący w sąsiedniej odnodze rzecznej port Faifo (Hội An). Na początku XIX w. port w Đà Nẵng zaczął się rozrastać. Jednocześnie nastąpiła intensyfikacja działalności katolickich misjonarzy, co sprowokowało niechętny europejczykom dwór cesarski do podjęcia represji. Niechętny początkowo Indochinom rząd francuski w latach 40. XIX w. zmienił politykę i zgodził się na podjęcie interwencji. Port w Đà Nẵng stał się głównym terenem konfliktu. 15 kwietnia 1847 r. Francuzi zbombardowali port zatapiając wietnamskie statki i powodując wiele ofiar. Francuskie zainteresowanie Wietnamem było z początku dalekie od spraw gospodarczych i koncentrowało się głównie na obronie misjonarzy i szerzeniu wiary katolickiej. Dopiero 1 września 1858 r., na rozkaz Napoleona III flota francuska zaatakowała Đà Nẵng, zdobyła miasto i ustanowiła przyczółek dla późniejszej ekspansji kolonialnej. Nazwę miasta zmieniono na Tourane. Po upadku Francuzów i podziale kraju miasto znalazło się w Wietnamie Południowym. W czasie wojny wietnamskiej pełniło rolę głównej bazy lotniczej dla wojsk południowowietnamskich i amerykańskich. Liczba ludności w tym czasie, zasilana również w dużej mierze uchodźcami z Huế, znacząco wzrosła.
Po zjednoczeniu miasto znalazło się w granicach prowincji Quảng Nam-Đà Nẵng. Od 1997 r. jest miastem wydzielonym na prawach prowincji. 

## Współczesność
Obecnie miasto jest dużym ośrodkiem uniwersyteckim i gospodarczym. Jest to również bardzo atrakcyjne centrum turystyczne. W mieście rozwinął się przemysł włókienniczy, metalowy, cementowy, ceramiczny, farmaceutyczny oraz spożywczy. W pobliżu miasta znajdują się uznane za zabytki światowego dziedzictwa UNESCO sanktuarium Czamów w Mỹ Sơn, oraz Hội An − starożytny port znany jako Faifo z unikalną zabudową chińską, wietnamską i japońską pochodzącą z XV-XIX wieku. W samym mieście znajduje się założone w 1936 roku przez Francuzów z L’École Française d’Extrême-Orient unikalne muzeum sztuki czamskiej. Warte zobaczenia są również malownicze widoki, pagody i sanktuaria religijne położone w grotach na terenie pobliskich gór Marmurowych. 
Miasto leży wzdłuż jednej z najpiękniejszych w tej części świata plaż, nazwanej przez żołnierzy amerykańskich china beach (chińska plaża). Niektóre ze znajdujących się tu hoteli można zaliczyć do najekskluzywniejszych na świecie, a na bijących w „chińską plażę” falach rozgrywane są zawody surferów.

## Miasta partnerskie
- Kawasaki, Japonia
- Iwaki, Japonia
- Shizuoka, Japonia
- Kagoshima, Japonia
- Okinawa, Japonia
- Szantung, Chińska Republika Ludowa
- Jiangsu, Chińska Republika Ludowa
- Qingdao, Chińska Republika Ludowa
- Makau
- Kaohsiung, Republika Chińska
- Hajfong, Wietnam
- Oakland, Stany Zjednoczone
- Tacoma, Stany Zjednoczone
- Riverside, Stany Zjednoczone
- Jersey City, Stany Zjednoczone
- Pittsburgh, Stany Zjednoczone
- Newcastle, Australia
- Queensland, Australia
- İzmir, Turcja
- Jarosław, Rosja

## Galeria

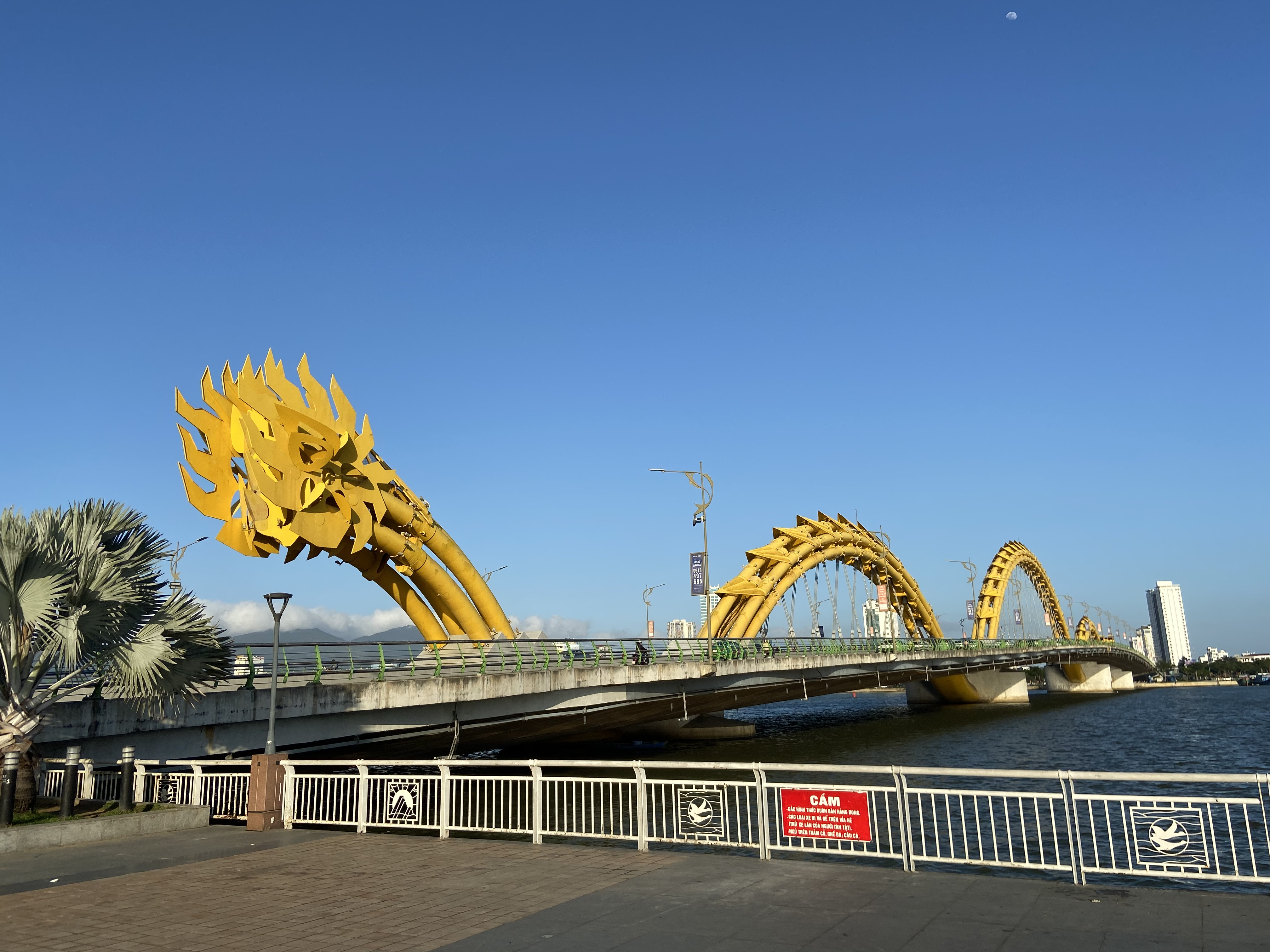
Da Nang Dragon Bridge (Most Smoka)
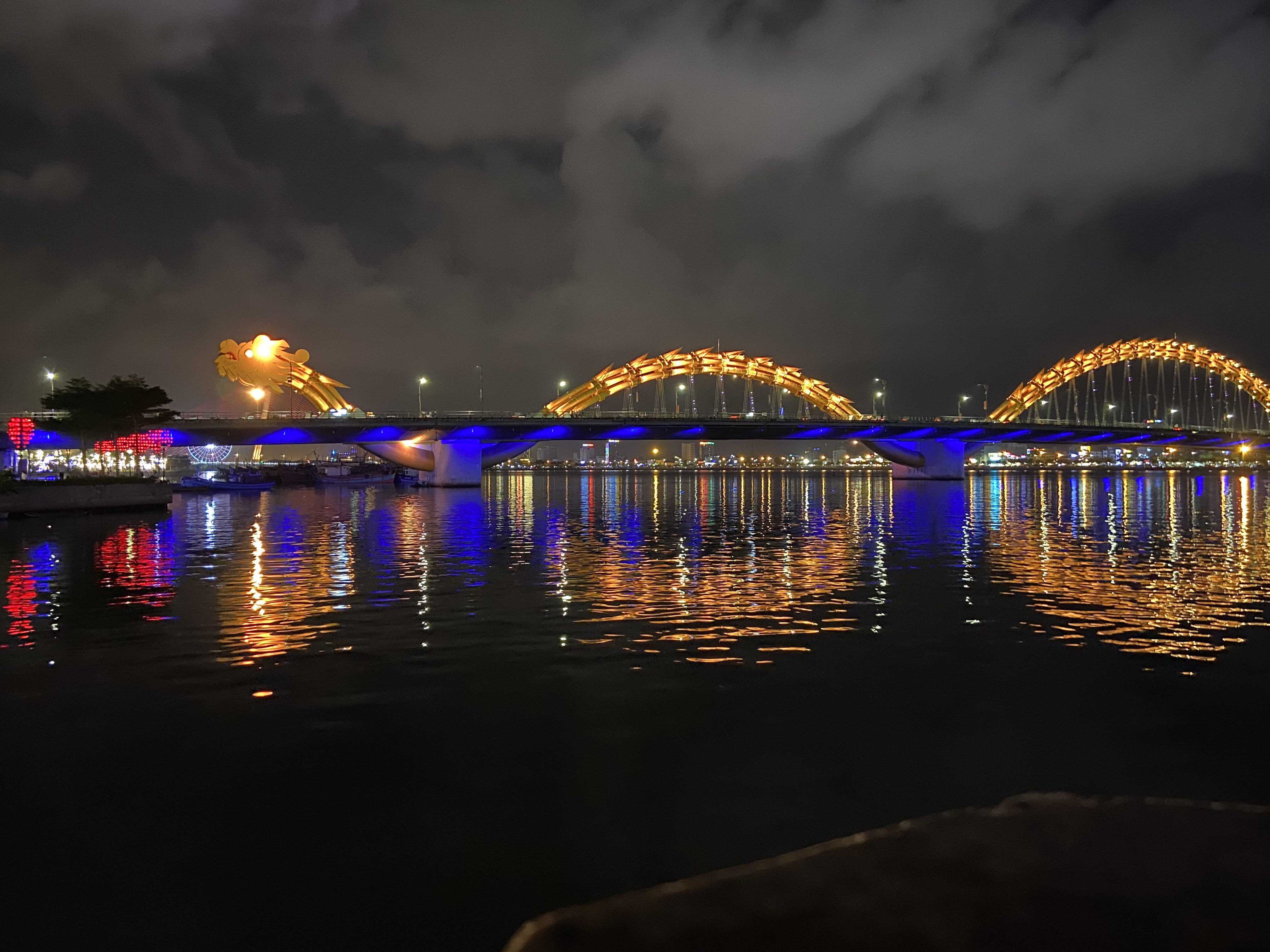
Da Nang Dragon Bridge (Most Smoka) w nocy
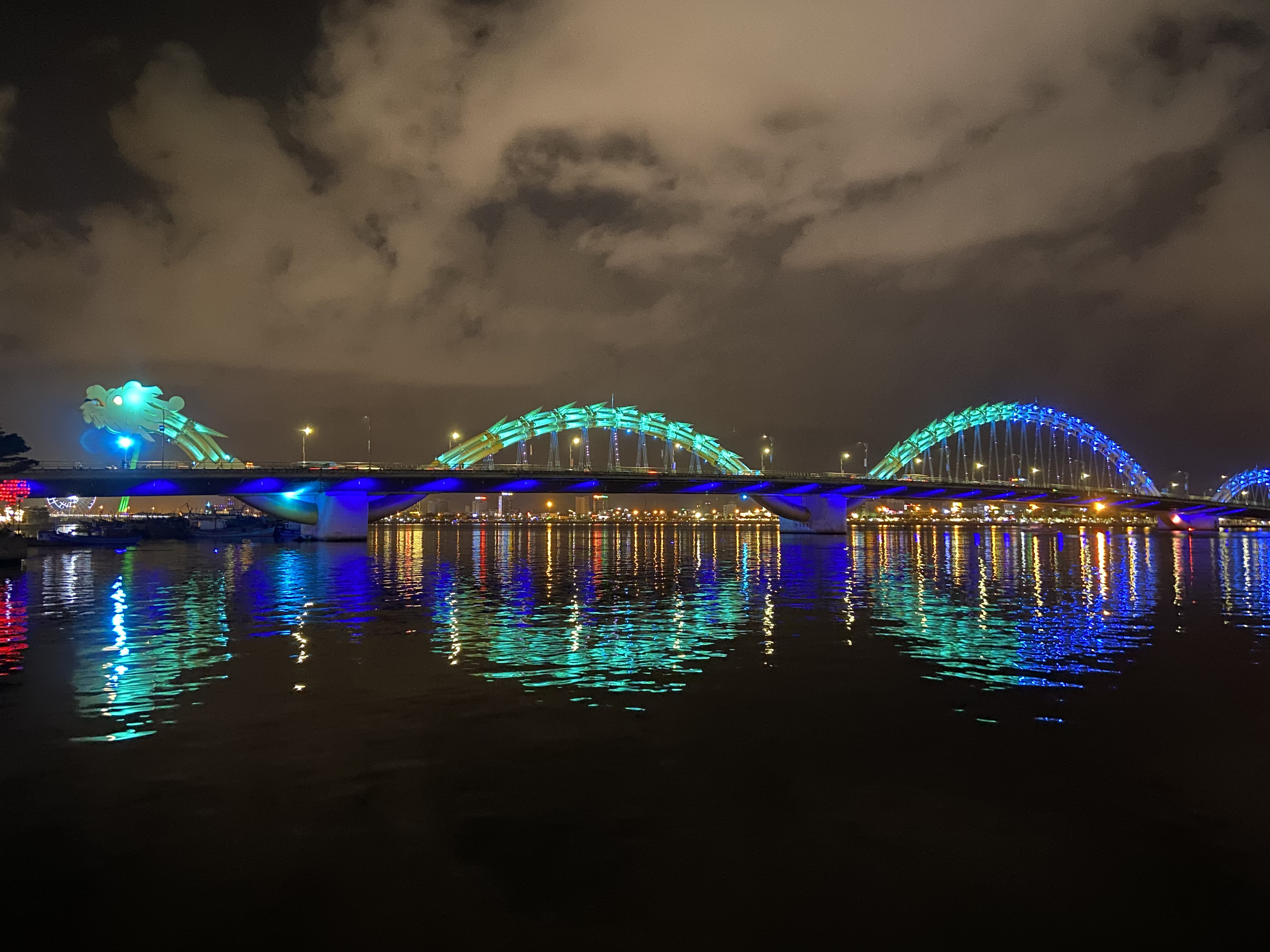
Da Nang Dragon Bridge (Most Smoka) w nocy
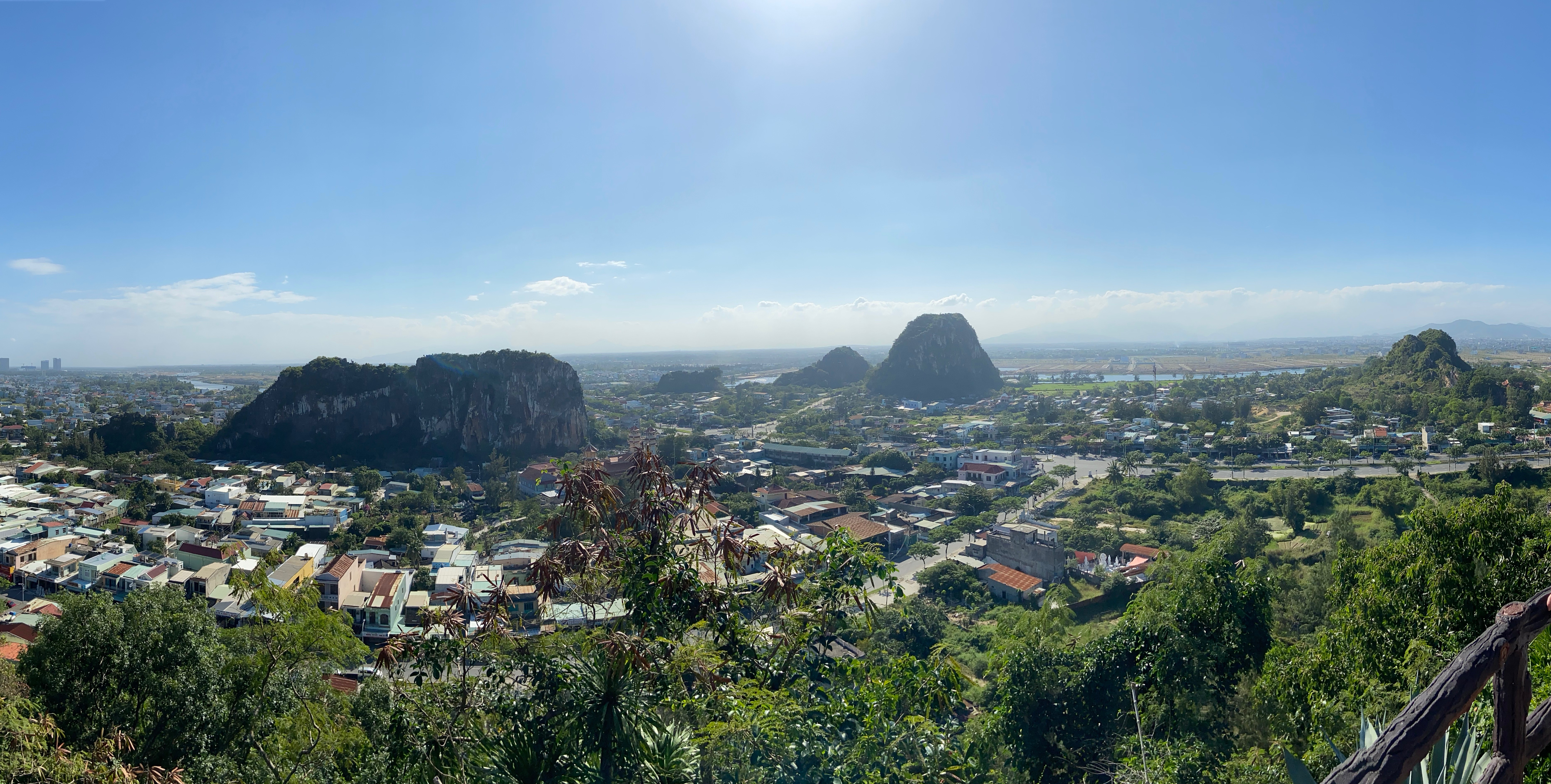
Da Nang Góry Marmurowe
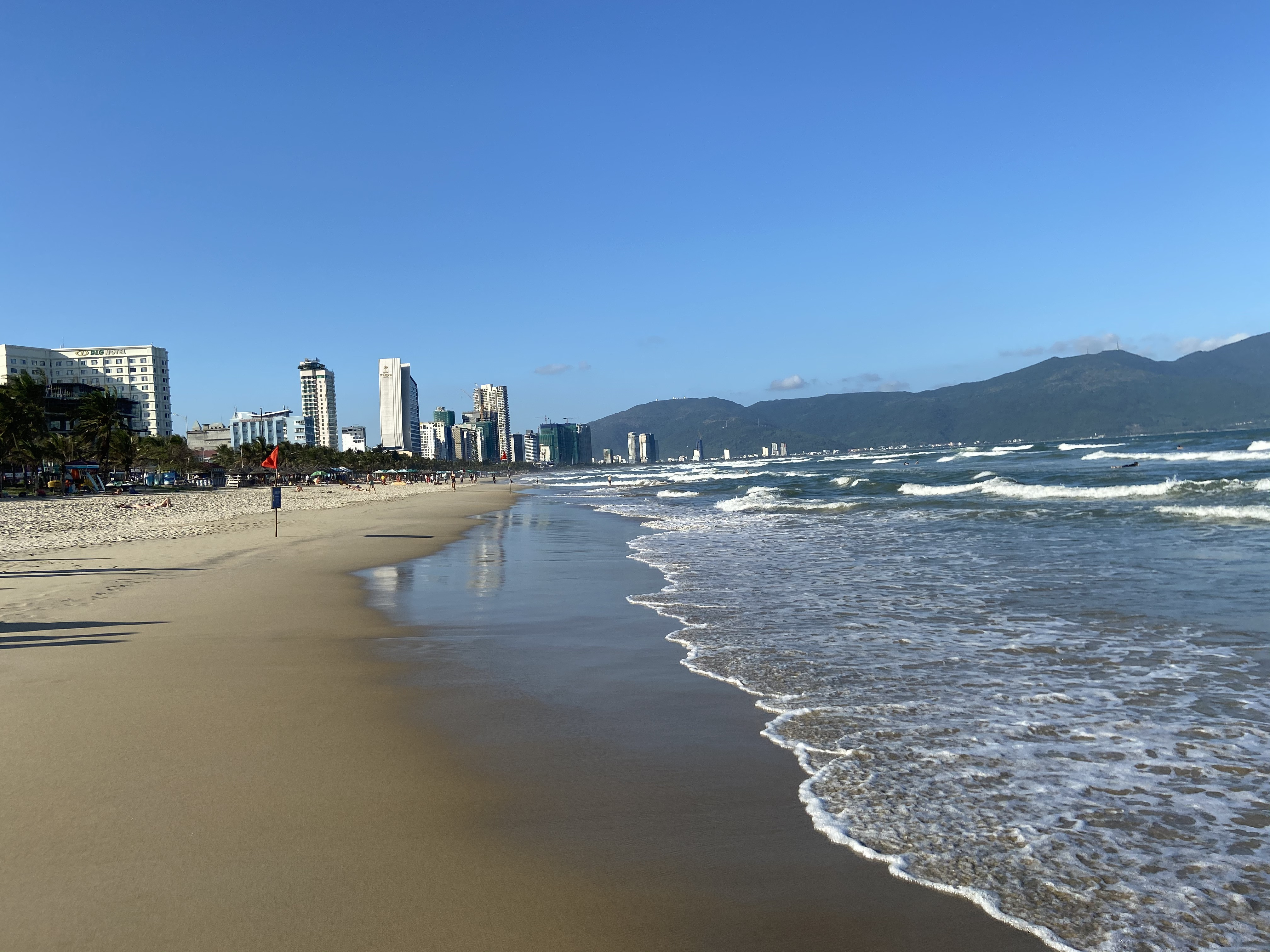
Da Nang - China Beach (Chińska Plaża)